# Blutsturz
Unter einem Blutsturz versteht man umgangssprachlich eine plötzliche, starke Blutung (Hämorrhagie) aus einer Körperöffnung, im engeren Sinne die Blutung aus einer Arterie, die sich durch Bluterbrechen (Hämatemesis) oder Bluthusten (Hämoptyse) äußert. In der Volksmedizin und in der Geschichte wurde zwischen diesen verschiedenen Erkrankungen oft nicht genauer unterschieden, auch wenn sehr unterschiedliche Ursachen dahinter stehen. So kann bei dem von Historikern oft auf eine Tuberkulose (und somit auf eine Blutung aus einer tuberkulösen Kaverne) zurückgeführten Blutsturz Goethes in Leipzig im Jahr 1768, ebenso wie bei einem weiteren Blutsturz 1830 in Weimar, laut dem Mediziner Nager auch ein Magen- oder Zwölffingerdarmgeschwür ursächlich gewesen sein. Der Blutverlust bei einem Blutsturz kann zum Tod führen.